# Risoba glauca
Risoba glauca är en fjärilsart som beskrevs av George Francis Hampson 1912. Risoba glauca ingår i släktet Risoba och familjen trågspinnare. Inga underarter finns listade.